# Sóng tuyết

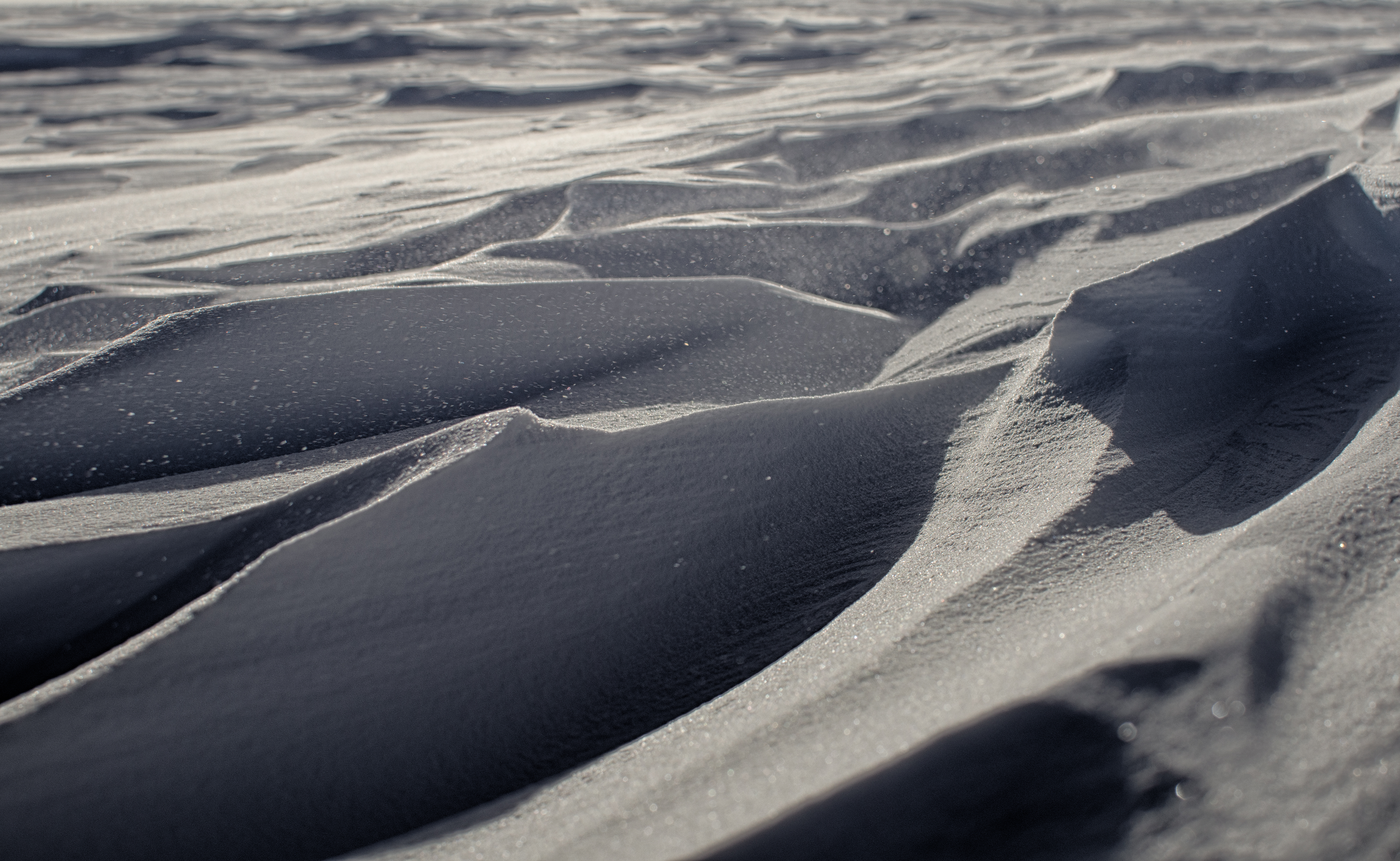
Gió chạm trổ tuyết gần trạm Nam Cực, tạo thành các đặc trưng sóng tuyết.

Sóng tuyết (còn gọi là sastrugi, zastrugi) là những rãnh hoặc gờ không đều nhưng sắc nét hình thành trên bề mặt tuyết do xói mòn của gió, sự chuyển biến đột ngột và sự lắng đọng của các hạt tuyết, được tìm thấy ở các địa điểm vùng cực và lộ thiên như hồ đóng băng ở vùng ôn đới lạnh. Các gờ này thường song song với các hướng gió thịnh hành; chúng dốc đứng về phía đầu gió và thoải về phía cuối gió. Các bất thường nhỏ hơn sóng tuyết được gọi là gợn sóng (nhỏ, chiều cao ~10mm) hoặc các gờ gió.
Các đặc trưng sóng tuyết lớn đặc biệt gây rắc rối cho những người dùng ván trượt tuyết và tấm trượt tuyết. Di chuyển trên bề mặt không đều của sóng tuyết có thể rất mệt nhọc, và có thể gánh chịu rủi ro hư hỏng các thiết bị, do các gợn và sóng tuyết thường bị khoét lõm còn bề mặt thì cứng và không khoan thứ, với những thay đổi địa hình nhỏ liên tục giữa gờ và rãnh.

## Từ nguyên
Tên gọi trong tiếng Nga của các đặc trưng sóng tuyết này là заструга (số nhiều: заструги). Nó được chuyển tự tương ứng sang ngôn ngữ khác thành sastruga/sastrugi hoặc zastruga/zastrugi. Dạng sastruga bắt đầu như là chuyển tự tiếng Đức của từ tiếng Nga заструга.
Danh từ sastrugus số ít tương tự trong tiếng Latinh được sử dụng trong các ghi chép khác nhau về thám hiểm châu Nam Cực, bao gồm các nhật ký của đoàn thám hiểm của Robert Falcon Scott và The Heart of the Antarctic (Trái tim của Nam Cực) của Ernest Shackleton.

## Cơ chế hình thành

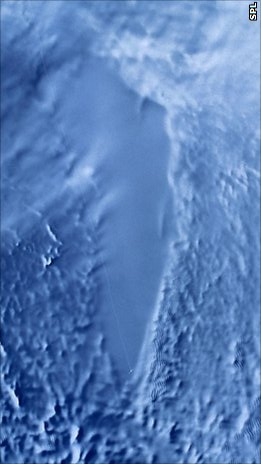
Các sóng tuyết lớn nhìn thấy trong hình ảnh radar xung quanh rìa phía nam (bên trái) của Hồ Vostok ở châu Nam Cực (RADARSAT, NASA). Màu trắng và đen trên các sóng tuyết không phải là ánh sáng và bóng tối, chúng thể hiện sự khác biệt về tính phản xạ sóng vô tuyến của các lớp tuyết tích tụ ở các bên đầu gió và cuối gió của một sóng tuyết.

Dưới tác động của gió ổn định, các hạt tuyết tự do tích tụ và trôi dạt giống như những hạt cát trong các đụn cát kiểu barchan, và các hình dạng của tuyết trôi dạt tạo ra cũng được gọi phổ biến là barchan. Người Inuit của Canada gọi chúng là kalutoqaniq. Khi gió chùng xuống, các thành tạo trôi dạt cố kết lại thông qua thăng hoa và tái kết tinh. Những cơn gió sau đó làm xói mòn kalutoqaniq thành các dạng chạm trổ của sóng tuyết. Người Inuit gọi các chạm khắc lớn là kaioqlaq và các gợn sóng nhỏ là tumarinyiq. Xói mòn tiếp theo có thể biến kaioqlaq trở lại thành  kalutoqaniq trôi dạt. Một giai đoạn xói mòn trung gian gọi là mapsuk, một hình dạng treo lơ lửng. Ở phía đầu gió của gờ, đáy bị xói mòn nhanh hơn đỉnh, tạo ra một hình dạng giống như một cái đe hướng mũi nhọn theo chiều gió thổi.

## Sóng tuyết trên băng biển
Các sóng tuyết có nhiều khả năng hình thành trên băng biển năm đầu tiên hơn là trên băng nhiều năm. Băng năm đầu nhẵn hơn băng nhiều năm, cho phép gió thổi đều trên bề mặt mà không có những rào cản địa hình. Ngoại trừ trong mùa tan chảy, tuyết khô và nhẹ ở vùng khí hậu đủ lạnh đối với băng biển, làm cho nó dễ dàng bị thổi đi và tạo ra các sóng tuyết song song với hướng gió. Các vị trí sóng tuyết được cố định vào tháng 3 ở Bắc bán cầu và có thể có liên kết với sự hình thành của các ao băng tan. Các ao băng tan nhiều khả năng hình thành trong các vùng trũng giữa các sóng tuyết trên băng năm đầu tiên.